# Justicia clausseniana
Justicia clausseniana é uma espécie de planta do gênero Justicia e da família Acanthaceae. 

## Taxonomia
A espécie foi descrita em 1996 por Sheila Regina Profice. 
O seguinte sinônimo já foi catalogado:  
- Sericographis clausseniana  Nees

## Forma de vida
É uma espécie terrícola e arbustiva. 

## Descrição
| Caule                                                           | Caule                                                                                  |
| --------------------------------------------------------------- | -------------------------------------------------------------------------------------- |
| forma de crescimento                                            | escandente/ereto - apoiante                                                            |
| tipo de tricoma e indumento                                     | ausente e glabro/simples e glabrescente                                                |
| característica caulinar diferenciada                            | estria longitudinal/região nodal (superior) dilatada/região nodal (superior) constrita |
| Folha                                                           |                                                                                        |
| filotaxia                                                       | oposta - decussada                                                                     |
| pecíolo                                                         | menor ou igual a 3 milímetros de comprimento                                           |
| forma da lâmina                                                 | lanceolada                                                                             |
| Inflorescência                                                  |                                                                                        |
| tipo de agrupamento                                             | tirso espiciforme simples (axilar ou terminal)                                         |
| disposição das flores                                           | címula uniflora (monocásio / secunda)                                                  |
| bráctea fértil (forma)                                          | obovada                                                                                |
| bráctea fértil (cor)                                            | verde                                                                                  |
| Flor                                                            |                                                                                        |
| cálice                                                          | 5 - lobado com lobo subiguais                                                          |
| tipo de tricoma no cálice                                       | simples curto                                                                          |
| tipo de corola                                                  | lábio inferior aplanado (bilabiada simples)                                            |
| comprimento do tubo da corola (porção não expandida)            | maior que o tamanho total do cálice (geralmente 3 / 4 do comprimento da corola)        |
| forma do lábio superior da corola                               | oblongo - deltoide/cimbiforme                                                          |
| cor dos lobo lateral do lábio inferior da corola (internamente) | vermelho                                                                               |
| cor do palato (internamente)                                    | branco/vermelho                                                                        |
| posição das teca quanto ao conectivo                            | subigual                                                                               |
| teca                                                            | 2 fértil e mútica                                                                      |
| Fruto                                                           |                                                                                        |
| cápsula (forma)                                                 | clavada                                                                                |

## Conservação
A espécie faz parte da Lista Vermelha das espécies ameaçadas do estado do Espírito Santo, no sudeste do Brasil. A lista foi publicada em 13 de junho de 2005 por intermédio do decreto estadual nº 1.499-R. 

## Distribuição
A espécie é encontrada nos estados brasileiros de Espírito Santo e Rio de Janeiro. 
Em termos ecológicos, é encontrada no domínio fitogeográfico de Mata Atlântica, em regiões com vegetação de floresta ombrófila pluvial.